# Monika Rubin
Pour les articles homonymes, voir Rubin.
Monika Rubin, née le 20 décembre 1987 à Hjørring (Danemark), est une femme politique danoise, membre des Modérés.

## Biographie
Monika Rubin termine des études de médecine à l'université de Copenhague en 2015. Elle devient alors médecin dans la région d'Hovedstaden. En 2019, elle devient assistante de recherche à l'hôpital d'Herlev, affilié à l'université de Copenhague, dont elle obtient un doctorat en 2023.
Elle est élue au Folketing pour les Modérés lors des élections législatives danoises de 2022. Après le scrutin, elle devient la porte-parole politique de son groupe parlementaire.